# Бивер Спрингс (Пенсилванија)
Бивер Спрингс (енгл. Beaver Springs) насељено је место без административног статуса у америчкој савезној држави Пенсилванија.

## Демографија
По попису из 2010. године број становника је 674, што је 40 (6,3%) становника више него 2000. године.
| Група             | 2000.       | 2010.       |
| Белци             | 625 (98,6%) | 665 (98,7%) |
| Афроамериканци    | 2 (0,3%)    | 1 (0,1%)    |
| Азијати           | 1 (0,2%)    | 1 (0,1%)    |
| Хиспаноамериканци | 0 (0,0%)    | 1 (0,1%)    |
| Укупно            | 634         | 674         |